# الزاوية (سلفيت)
الزاوية بلدة فلسطينية تتبع محافظة سلفيت شمال الضفة الغربية، بلغ عدد سكانها حسب الجهاز المركزي للإحصاء الفلسطيني حوالي 6,033 نسمة حسب التعداد العام للسكان الذي أجري عام 2017. وهي من البلدات المحتلة عام النكسة.

## التاريخ الحديث والمعاصر
عُثر على قطع أثرية تعود إلى العصر الحديدي الثاني، والعصور الرومانية والبيزنطية.

### العهد العثماني
تبعت الزاوية إلى الإمبراطورية العثمانية في عام 1517 مع كل فلسطين، وكانت تتبع ولاية شرق بيروت في الشام. في عام 1596 ظهر لأول مرة اسم الزاوية في سجلات الضرائب العثمانية، حيث دفعوا معدل ثابت للضريبة بنسبة 33,3٪ على المنتجات الزراعية المختلفة، مثل القمح، والشعير، والمحاصيل الصيفية، والزيتون، والماعز، وخلايا النحل. أشار إدوارد روبنسون في عام 1838 إلى أنها «قرية صغيرة في منطقة جورة مردة». أشار فيكتور جويرين عالم الآثار الفرنسي إلى أن القرية يسكنها حوالي 200 شخص وفيها مسجد صغير وذلك عندما زارها عام 1870. عام 1882، أجرى صندوق استكشاف فلسطين الغربية مسحاً للبلدة ووصفها بأنها «ذات حجم معتدل، وفيها مكان قديم يضم مقابر في الصخر».

### الانتداب البريطاني
في عام 1917، سقطت الزاوية بيد الجيش البريطاني، ودخلت البلدة مع باقي فلسطين مظلة الانتداب البريطاني على فلسطين عام 1920، وأصبحت الزاوية تتبع لناحية سلفيت في قضاء نابلس في تلك الفترة حتى وقوع النكبة.
أجرت سلطات الانتداب البريطاني تعدادا عاما للسكان عام 1922، وقد بلغ عدد السكان حوالي 396 نسمة (بينهم مسيحيّين أرثوذكسيّين)، ثم تزايد العدد حتى وصل إلى 513 نسمة جميعهم مسلمون في تعداد عام 1931. أما في تعداد عام 1945، فبلغ عدد سكان الزاوية حوالي 720 نسمة جميعهم مسلمون.

#### قرار تقسيم فلسطين

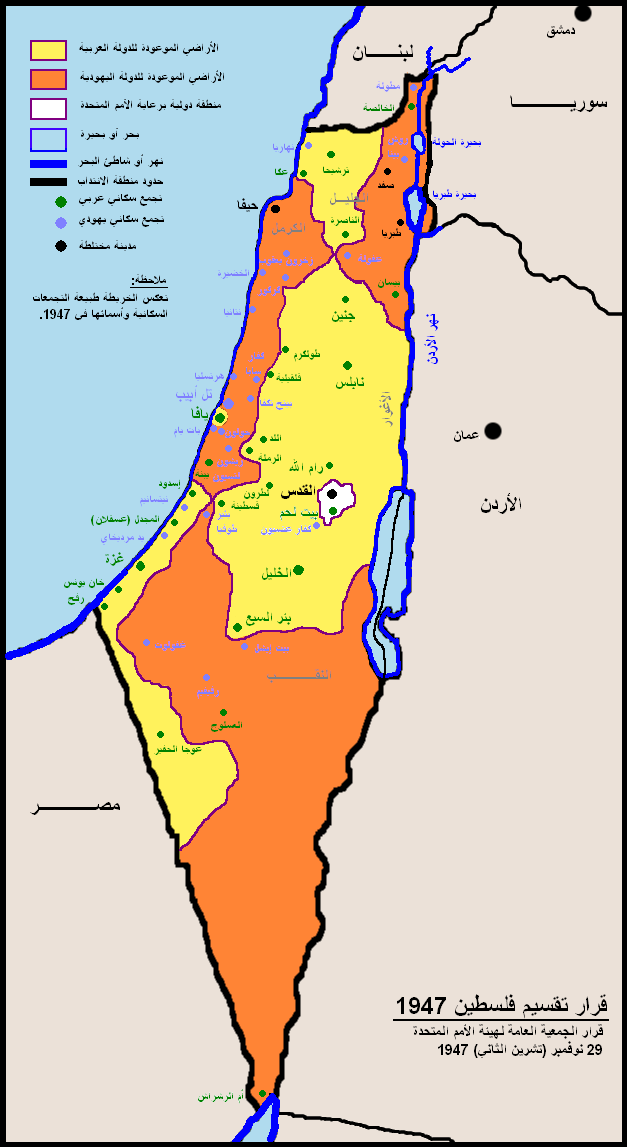
خارطة تقسيم فلسطين عام 1947، تظهر الزاوية ضمن المنطقة المحددة للعرب.

قامت هيئة الأمم المتحدة عام 1947 بمحاولة لإيجاد حل الصراع العربي اليهودي القائم على فلسطين، وقامت هيئة الأمم بتشكيل لجنة "UNSCOP" المتألّفة من دول متعدّدة باستثناء الدّول دائمة العضوية لضمان الحياد في عملية إيجاد حلّ للنزاع.
قامت اللجنة بطرح مشروعين لحل النزاع، تمثّل المشروع الأول بإقامة دولتين مستقلّتين، وتُدار مدينة القدس من قِبل إدارة دولية. وتمثّل المشروع الثاني في تأسيس فيدرالية تضم كلا من الدولتين اليهودية والعربية. ومال معظم أفراد اللجنة تجاه المشروع الأول والرامي لتأسيس دولتين مستقلّتين بإطار اقتصدي موحد. وقامت هيئة الأمم بقبول مشروع اللجنة الدّاعي للتقسيم مع إجراء بعض التعديلات على الحدود المشتركة بين الدولتين، العربية واليهودية، على أن يسري قرار التقسيم في نفس اليوم الذي تنسحب فيه قوات الانتداب البريطاني من فلسطين.وكانت الزاوية في ذلك الوقت قرية ضمن قضاء نابلس، التي تم الحاقها بالدولة العربية المُقترحة.

### الحكم الأردني
في أوائل خمسينيات القرن العشرين أتبعت الزاوية للحكم الأردني بين حربي 1948 و1967، وكان عدد سكانها آنذاك حوالي 1,107 نسمة عام 1961، وكانت تتبع إدارياً إلى ناحية الجماعينيات في لواء نابلس.

### النكسة
سقطت الزاوية في يد الاحتلال بعد حرب النكسة.

### السلطة الفلسطينية
بعد تأسيس السلطة الفلسطينية، قسمت أراضي البلدة إلى قسمين: الأول شكل حوالي 9.5% وعرف باسم المنطقة «ب»، بينما القسم الآخر والذي شكل النسبة المتبقية عرف باسم المنطقة «ج».

## الجغرافيا
تقع بلدة الزاوية غرب مدينة سلفيت على بعد قرابة 20 كم منها، على ارتفاع 250 م عن سطح البحر. وتبلغ مساحتها قرابة 22,000 دونم، المساحة العمرانية منها حوالي 900 دونم.

### مناطق البلدة
من المناطق المحيطة المشهورة ببلدة الزاوية: جبل الكروم، خلة الكزبرا، خله حمد، خربة سريسيا، قرنة الشيخ عيسى، المنزلة، وادي سبيتان، الواد القبلي، وادي العين.

### الحدود
يحيط بها من الشرق بلدة بديا، ومن الجنوب قرية رافات، ومن الغرب مدينة كفر قاسم وقرية مجدل يابا أو «مجدل الصادق» المدمرة عام النكبة، أما من الشمال قريتي عزون عتمة ومسحة.

## السكان
دخلت فلسطين وفود كبيرة عبر العصور من تجار وغيرهم؛ وذلك لموقعها الهام كنقطة وصل بين القارات، ومركز للحضارات والأديان.
يبلغ عدد سكان الزاوية حاليا حوالي 6,033 نسمة جميعهم من المسلمين وذلك حسب التعداد العام للسكان 2017 الذي أجراه الجهاز المركزي للإحصاء الفلسطيني. وهي في المرتبة الثالثة من ناحية عدد السكان في محافظة سلفيت.
| السنة      | (1922) | (1931) | (1945) | (1961) | (تعداد 1997) | (تعداد 2007) | (تقدير 2012) | (2017) |
| ---------- | ------ | ------ | ------ | ------ | ------------ | ------------ | ------------ | ------ |
| عدد السكان | 396    | 513    | 720    | 1,107  | 3,695        | 4,703        | 5,277        | 6,033  |

### أعلام بارزون
- عمر أبو ليلى

## مؤسسات البلدة
أدار البلدة مجلس قروي حتى عام 1996، حيث تحولت إلى بلدية يديرها مجلس بلدي مكون من أحد عشر عضواً يأتون بالانتخاب كل أربع سنين. في الزاوية خمس مدارس حكومية، وعيادة طبية حكومية وأخرى خاصة بالإضافة لمركز صحي، وخمسة مساجد.

## السياحة والآثار
في الزاوية عدة أماكن أثرية منها، المسجد العمري القديم، والصبانة، ومغارة النطاقة، منصة المدفع الأردني، ومقام الشيخ قاسم، ومركز للشرطة العثمانية الذي يقع داخل مستوطنة الكانا.

## الاقتصاد

### الزراعة
تعد الزراعة القطاع الاقتصادي الرئيسي في البلدة، تنتج البلدة محاصيل الزيتون، والتين، واللوز، والعدس، والقمح وبعض الخضراوات. لكن التوسع العمراني للبلدة والتوسع في البنية التحتية وفتح الشوارع قلص المساحات المزروعة من الأراضي الزراعية.
تراجعت في السنوات الأخيرة أعداد الثروة الحيوانية بسبب ارتفاع أسعار الأعلاف وقلة المساحات الحيوية نتيجة الجدار والاستيطان، وأيضاً تعتبر مشكلة الخنازير البرية التي يطلقها المستوطنون من أكبر المشاكل التي تؤثر على القطاع الزراعي في الزاوية خاصة والمحافظة عامة.

## الاحتلال الإسرائيلي
تبلغ مساحة أراضي منطقة «ج» في البلدة حوالي 90.5%، أقيم عليها الطريق السريع 5، ومستوطنتي ماجن دان، والكانا، بالإضافة إلى الاستيلاء على أراضٍ من بلدتي الزاوية ورافات لصالح إقامة مقلع مستوطنة ميزور عتيقا الصناعية عام 1986. يقع هذا المحجر الآن على الجانب الإسرائيلي من جدار الفصل العنصري، وتصدر إسرائيل 94% من المواد المستخرجة منه إلى إسرائيل. وفي هذا انتهاك واضح للقانون الدولي، الذي لا يسمح لأي احتلال مدني باستغلال الموارد الطبيعية في الأراضي المحتلة لصالحها الاقتصادي. إلا أن المحكمة العليا الإسرائيلية في عام 2011، أصدرت قرارًا سمحت للمقالع الإسرائيلية في الضفة الغربية بمواصلة عملها. وحديثًا رصد أموال لإقامة مشروع سكة حديد لربط مستوطنات محافظة سلفيت مع الداخل الفلسطيني المحتل.

## وصلات خارجية
- دليل بلدة الزاوية، معهد الأبحاث التطبيقية - القدس (أريج).
- صفحة بلدة الزاوية في موقع «فلسطين في الذاكرة».
- صورة جوية للبلدة.